# Manuel de Foronda y Aguilera
Manuel de Foronda y Aguilera (Àvila, 1840 – Madrid, 10 de novembre de 1920) fou un aristòcrata i historiador espanyol, membre de la Reial Acadèmia de la Història.
Fou membre de la junta directiva de la Reial Societat Geogràfica d'Espanya. El 24 de juny de 1916 va rebre del rei Alfons XIII el títol de marquès de Foronda. Simultàniament, el 2 de maig de 1916 fou escollit acadèmic de la Reial Acadèmia de la Història, de la que en formava part com a corresponent des de 1904, i de la Reial Acadèmia de Belles Arts de Sant Ferran. Es casà amb María de los Dolores González-Bravo y Vallarino, i foren pares del polític i empresari Mariano de Foronda.

## Obres
- Cervantes viajero (1880)
- De Llanes a Covadonga : excursión geográfico pintoresca (1893)
- Estancias y viajes de Carlos V : (desde el día de su nacimiento hasta el de su muerte) (1895)
- Proyecto de reformas en la nomenclatura geográfica de España (1906)